# Grande Expédition
La Grande Expédition est le nom donné à trois campagnes militaires simultanées entreprises en 280 et 279 av. J.-C., contre les royaumes hellénistiques de Thrace et de Macédoine, par des groupes identifiés comme celtiques par les auteurs anciens et les historiens contemporains. Cette expédition a pour conséquence l'installation d'une partie des survivants sur la rive occidentale de la mer Noire, en un lieu non identifié connu sous le nom de royaume de Tylis, tandis que d'autres passent en Anatolie pour s'installer à partir de 272 av. J.-C. dans une région qui prend alors le nom de Galatie.

## Histoire

### Contexte historique
Selon les sources antiques, ce sont des migrations qui sont à l’origine de l’extension du monde laténien au IVe siècle av. J.-C., vers l’Europe de l’Est jusqu'à la cuvette des Carpates et vers le Nord de l’Italie. Dans la légende rapportée par Tite-Live, la première poussée se déroule vers l'an 600 av. J.-C. sous le commandement de Segovesos, neveu d’Ambigatos, roi des Bituriges Cubes. Si certains historiens ou archéologues contemporains ont un temps accordé du crédit à ce récit, son caractère légendaire est quasi unanimement admis par les chercheurs, qui situent aujourd'hui en Europe centrale et de l'Est les groupes celtiques participants à la Grande Expédition. Bien intégrés dans les principaux circuits de mercenariat que ce soit avec Carthage ou Syracuse, les mouvements Celtes du IVe siècle av. J.-C. en sont une conséquence directe. Elle prend la forme d'une activité déjà développée avec les Étrusques et les Carthaginois au ve siècle av. J.-C.
La Grèce est déchirée par les guerres des diadoques après la mort d'Alexandre le Grand. Des groupes celtes entreprennent des pillages en Thrace et en Macédoine, mais ces entreprises sont globalement contenues par les différents souverains, comme en 298 av. J.-C. où un groupe armé celtique est défait par Cassandre, roi de Macédoine, sur l'Hæmus. Il est tout à fait probable que des groupes mercenaires celtiques aient été engagés dans les combats que se livrent les diadoques à la mort d'Alexandre le Grand.
En 281 av. J.-C., Lysimaque roi de Thrace et de Macédoine meurt, et son royaume, dont la puissance avait jusque-là contenu les intrusions celtiques, s’effondre. À la suite de cet affaiblissement considérable, les intrusions celtiques prennent une envergure bien plus importante. Ce qui auparavant n’était que des entreprises de pillage devient dès lors des tentatives de conquête de territoires.

### L'invasion de la Grèce

Mouvements des groupes celtes de la Grande Expédition.

Dès 280 av. J.-C., trois armées celtiques se mettent en marche. La première, conduite par Kérethrios, attaque la Thrace à l'est. La seconde, commandée par Brennos et Akichorios, attaque par le centre et envahit la Dardanie et la Péonie. La troisième, dirigée par Bolgios, attaque la Macédoine par l’Ouest. Ptolémée Kéraunos, le nouveau roi de Macédoine, subit une importante défaite et est décapité. Pourtant, malgré ce début de campagne prometteur, cette première armée s’arrête à cette victoire et fait demi-tour. Les raison de ce retour pourrait provenir de la méthode de recrutement et la composition d'une armée dont les soldats ne se sont engagés que pour une seule campagne. La présence de matériel archéologique provenant du pillage de la Macédoine dans les Carpates tend à supposer que c'est le point de départ et donc aussi de retour de cette première armée.
L’avancée la plus marquante se fait à la suite de l'offensive de Brennos et Akichorios. À ce moment une scission a lieu au sein de l’armée, et 20 000 hommes conduits par Léonorios et Lutorios se replient vers l’est. Du reste de l’armée, une partie reste stationnée dans le nord du pays, tandis qu’une autre emmenée par Brennos, que l’on estime composée de 65 000 hommes descend en direction des Thermopyles, avec pour objectif la prise du sanctuaire de Delphes.
La tradition littéraire, soutenue par des données épigraphiques, considère que cette expédition contre le grand sanctuaire panhellénique se solde par un échec. Si les auteurs anciens nous ont rapporté un récit fantastique attribuant à l’épiphanie d’Apollon la victoire sur les troupes de Brennos, les raisons de cette défaite sont plus probablement l’hiver et la maladie. Cette bataille a pour conséquence le repli vers la Thrace de cette armée celtique, et le suicide de Brennos.
Selon une légende connue sous le nom d’Or de Toulouse (aurum Tolosanum), Delphes est pillée et dépouillée de son trésor que les Volques Tectosages rapportent dans l’actuelle région de Toulouse. Mais cette version de l'histoire ne résiste ni à l'étude historique et épigraphique ni à l'étude archéométrique. 

### La fin de la Grande Expédition

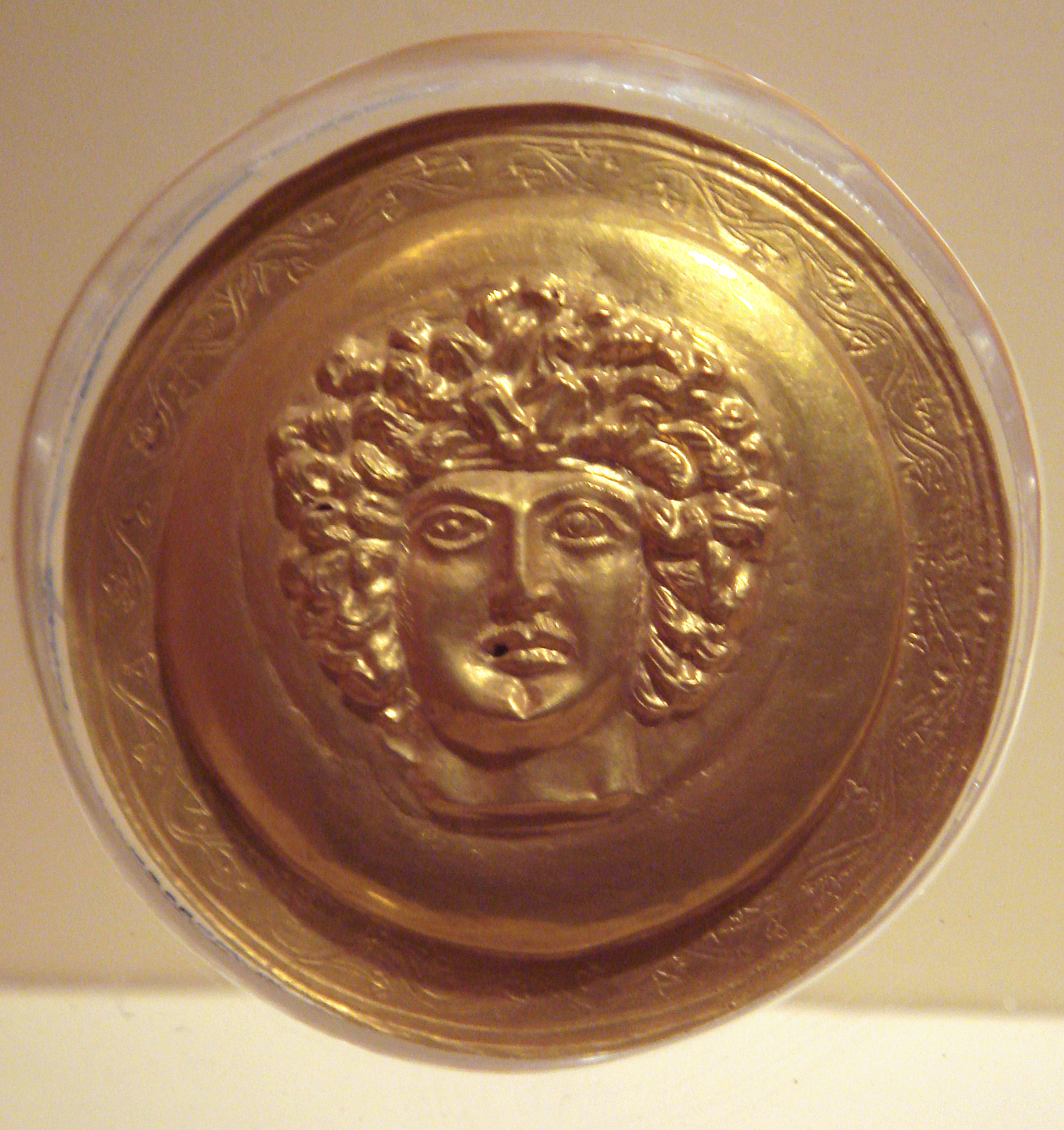
Représentation supposée d'un Galate, sur un disque en or trouvé dans un des deux tumulus de Bolu (Turquie),

Après l’invasion de l’est de l’Étolie, le groupe celte parti envahir la Grèce met à sac Kallion (Callium). Il finit par être expulsé par Antigone II Gonatas, futur roi Macédoine, victorieux à la bataille de Lysimacheia en 277 av. J.-C. Par la suite, la tradition de la recherche considère que les rescapés s’installent au confluent de la Save et du Danube en se mêlant aux populations autochtones. Cette installation aurait entraîné la création de la fédération des Scordiques.
La fin de la Grande Expédition laisse plusieurs dizaines de milliers de militaires dans la région grecques et ceux-ci ne tardent pas à être engagés comme mercenaires par les souverains hellénistiques. Les contingents de Léonorios et Lutorios sont invités par Nicomède IV à traverser le Bosphore afin de rejoindre l'Asie Mineure et investir un territoire qui constituera le noyau des Galates. Une autre partie de l’armée emmenée par Léonoros et Lutorios ayant pénétré en Thrace, prend la direction de la mer Noire sous le commandement de Commontorios. Ce groupe fonde en 277, aux portes de Byzance, le royaume de Tylis. En 277-276 av. J.-C., Ptolémée Philadelphe engage 4000 gaulois qu'il fait par la suite périr sur une île du Nil par crainte qu'ils ne se rebellent.

## Ethnographie et archéologie
Trogue Pompée avance que ces trois armées sont constituées de 300.000 individus, un chiffre qui semble exagéré et qui comporte pourtant de nombreuses concordances avec le décompte des différents contingents durant le parcours de la Grande Expédition. Ce mouvement ne se compose pas uniquement de soldats, ces derniers ne représentent que la moitié des effectifs. En l'état, il s'agit d'une très importante masse démographique en déplacement dont le recrutement s'est effectué par capilarité au sein des différents territoires traversés depuis l'Europe centrale jusqu'à la Grèce.
Les différents modèles tendent à indiquer que cette invasion n'a pas de répercussion sur les tendances démographiques celtes. De plus, la méthode de recrutement semble reposer sur une organisation efficace qui ne peut plus correspondre à celle d'une organisation tribale traditionnelle. Le système en place facilite l'intégration culturelle et linguistique des groupes, améliorant sa capacité à former de nouveaux groupes comme c'est le cas pour les Scordisques. 
Le matériel archéologique trouvé sur le tracé de la Grande Expédition démontre également la multiplicité des origines celtiques qui compose l'armée. Deux régions ressortent particulièrement : la Suisse et la Bohême. La première assure le rôle de carrefour commercial en lien direct avec la péninsule italienne tandis que la seconde est davantage dirigée vers le Danube et les Germains.